# Арес и Марс на монетах Античности
Арес (др.-греч. Ἄρης) и Марс (лат. Mārs) — боги войны соответственно в Древней Греции и в Древнем Риме. Часто изображались на монетах Античности.

## Арес и Марс в греко-римской мифологии
В греческой мифологии Арес — сын Зевса и Геры, бог битвы и войны. В римской мифологии ему соответствует Марс — главное италийское божество, именем которого назван месяц март. Марс — покровитель Марсова поля, служившего в Древнем Риме местом военных упражнений и народных собраний.

## Арес и Марс на монетах
На греческих монетах Арес изображался во весь рост в шлеме, вооруженный щитом, копьём и коротким мечом. Иногда чеканилась только его голова. В более позднее время (например, на монетах Нового времени) Арес обычно изображался в виде воина соответствующей эпохи.
На римских монетах Марс встречается очень часто в самых разных сценах в виде мужчины атлетического телосложения, обычно в шлеме и вооруженного щитом, копьём и коротким мечом. Его изображения чеканились на монетах Римской республики, императоров Коммода, Септимия Севера, Александра Севера, Галлиена, Аврелиана, Проба.
Марс изображен также на некоторых монетах Нового времени, например на нотдалерах Гёрца.